# Síndrome de Hoflund
El síndrome de Hoflund o indigestión vagal es una expresión que S. Hoflund, en 1940, usó por primera vez para describir los trastornos en la motilidad y la alteración funcional de los estómagos de los bovinos, ocasionados por lesiones que afectan al nervio vago.
El concepto de indigestión vagal se desarrolló ampliamente a partir de los trabajos experimentales de Hoflund y posteriores investigadores, quienes seccionaron los troncos vagales y sus ramas a diferentes niveles, produciendo síndromes similares a los de las enfermedades espontáneas.
Hoflund observó que la sección de los troncos vagales dorsal y ventral a nivel de la porción terminal del esófago tenía consecuencias fatales a los 20 - 30 días. Las contracciones del rumen se suprimen, pero el animal continúa comiendo, por lo cual el rumen y el retículo se distienden. Al disminuir la eructación y la rumia, se registra un ligero timpanismo. Además se suprime el reflejo del surco reticular y el abomaso se vacía lentamente.
Etiología
Patogenia
Cuadro clínico
Diagnóstico clínico
Diagnóstico de laboratorio
Diagnóstico diferencial
Tratamiento
Pronóstico
Prevención